# Mosquero
La ville de Mosquero est le siège du comté de Harding, situé dans le Nouveau-Mexique, aux États-Unis. Elle s’étend aussi sur le comté de San Miguel. Sa population s’élevait à 93 habitants lors du recensement de 2010.